# Apple QuickTake
Apple QuickTake, presentata nel 1994, fu una delle prime fotocamere digitali per utenti non professionali ad essere disponibile sul mercato.

## Storia
Nel 1992 Apple avvia il progetto "Venus", mirato a realizzare la prima fotocamera digitale prodotta da Apple. 
Il primo prodotto fu la QuickTake 100, una macchina fotografica da 0,3 Mpx dotata di una memoria di 1 MB sotto forma di memoria flash integrata e non rimovibile, che poteva essere sfruttata solamente da chi possedeva un computer Apple, dal momento che l'unica interfaccia di collegamento era costituita da un cavo seriale e un software apposito per MacOS 9. 
Vista la scarsa diffusione dei Mac, al rilascio della QuickTake 150, Apple rese disponibile come accessorio un kit per la compatibilità con le macchine Windows. 
Nel 1996 uscì l'ultimo esemplare della serie, la QuickTake 200 basata sulla "Fujifilm DS-7".
A causa delle impostazioni tecniche inferiori alla concorrenza, dei numerosi difetti tecnici come la scarsa messa a fuoco e del prezzo elevato di 750 dollari, la linea non ebbe successo e venne interrotta nel 1997

## Modelli QuickTake
- QuickTake 100 (1994)
- QuickTake 150 (1995)
- QuickTake 200 (1996)